# Ceroplastes actiniformis
Ceroplastes actiniformis är en insektsart som beskrevs av Green 1896. Ceroplastes actiniformis ingår i släktet Ceroplastes och familjen skålsköldlöss. Inga underarter finns listade i Catalogue of Life.